# William Hale (regista)
William Hale, anche conosciuto come Billy Hale (Rome, 11 luglio 1931 – Woodland Hills, 10 giugno 2020), è stato un regista statunitense.

## Vita privata
Nel 1980 si sposò con Trudy Hale, dal cui matrimonio nacquero due figli, ma la coppia poi divorziò. Nel novembre 2009 Hale si ritirò a vita privata nella sua residenza a Woodland Hills (California).

## Filmografia
- Cheyenne – serie TV (1955)
- Lonnie (1963)
- Channing – serie TV, 4 episodi (1963-1964)
- Il virginiano (The Virginian) – serie TV, 2 episodi (1963-1964)
- Il fuggiasco (The Fugitive) – serie TV, un episodio (1966)
- Kronos - Sfida al passato (The Time Tunnel) – serie TV, 4 episodi (1966)
- Intrigo a Montecarlo (1967)
- Sparatorie ad Abilene (1967)
- I giorni di Bryan (Run for Your Life) – serie TV, 4 episodi (1965-1967)
- Polvere di stelle (Bob Hope Presents the Chrysler Theatre) – serie TV, un episodio (1967)
- Squadra speciale anticrimine (Felony Squad) – serie TV, un episodio (1967)
- Al banco della difesa (Judd for the Defense) – serie TV, 2 episodi (1967)
- Gli invasori (The Invaders) – serie TV, 6 episodi (1967-1968)
- 7 volontari dal Texas (1968)
- Lancer – serie TV, 6 episodi (1968-1969)
- Los Angeles: ospedale nord  (The Interns) – serie TV, un episodio (1970)
- F.B.I. (The F.B.I.) – serie TV, 17 episodi (1967-1971)
- Mistero in galleria (Night Gallery) – serie TV, 3 episodi (1971)
- Cannon – serie TV, 3 episodi (1971-1973)
- Kojak – serie TV, 3 episodi (1973)
- Nightmare (1974)
- Barnaby Jones – serie TV, 2 episodi (1973-1974)
- The Great Niagara (1974)
- Caribe – serie TV (1975)
- Crossfire (1975)
- Bert D'Angelo Superstar – serie TV, un episodio (1976)
- The Killer Who Wouldn't Die (1976)
- Stalk the Wild Child (1976)
- Le strade di San Francisco (The Streets of San Francisco) – serie TV, 11 episodi (1973-1977)
- Red Alert - Allarme rosso (1977)
- The Paper Chase – serie TV, un episodio (1978)
- S.O.S. Titanic (1979)
- Murder in Texas (1981)
- Una scarpa per l'assassino (One Shoe Makes It Murder) (1982)
- Ostaggio per il demonio (The Demon Murder Case) (1983)
- Segreti (1984)
- Segreti 2 (1985)
- Harem (1986)
- Assassinio di Mary Phagan (1988)
- Liberace (1988)
- People Like Us (1990)